# Igreja Católica no Uzbequistão
A Igreja Católica no Uzbequistão, ou Usbequistão, é parte da Igreja Católica universal, em comunhão com a liderança espiritual do Papa, em Roma, e da Santa Sé. Devido a seu histórico e posicionamento geográfico, as religiões minoritárias costumam ser respeitadas, especialmente quando os membros são estrangeiros; entretanto, não se pode dizer o mesmo dos cristãos de origem uzbeque, que ficam sujeitos a pressões e perseguições por parte de suas famílias e comunidade em geral. Ainda que a Constituição do país garanta a liberdade religiosa, as práticas do governo limitam esse direito. O relatório de perseguição religiosa de 2024 da fundação Portas Abertas considerou o Uzbequistão como o 25.º país que mais persegue os cristãos no mundo.

## História

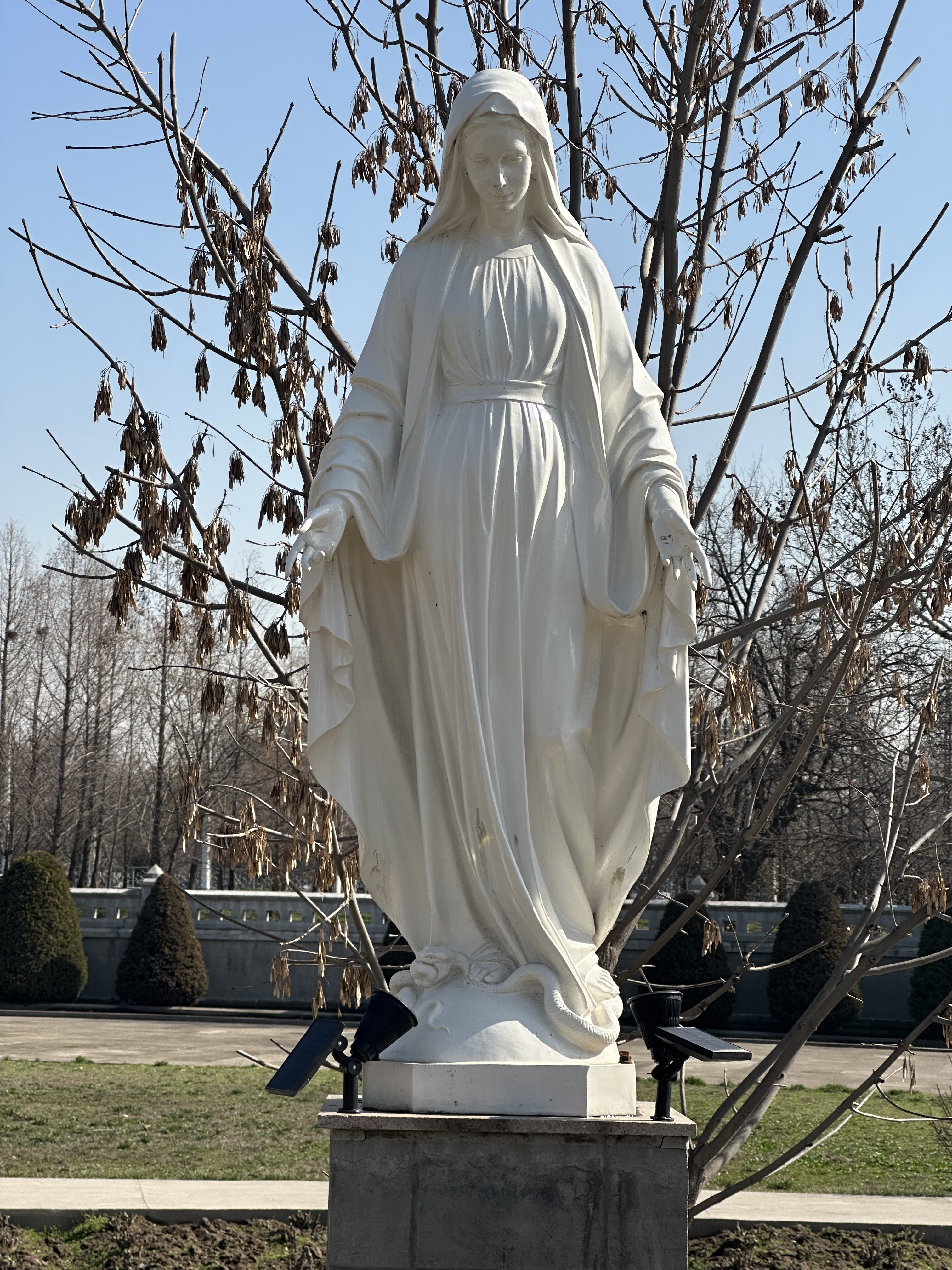
Imagem de Nossa Senhora das Graças, presente no interior da Catedral de Tashkent.

O Uzbequistão foi inicialmente evangelizado pelos hereges nestorianos, no século IV. Por estar no trajeto da Rota da Seda, o território era propício à influência de diversas religiões. A chegada do islã e sua adoção pelos governantes da época fez com que o cristianismo entrasse em declínio no século XIV. Na Idade Média, a cidade de Samarcanda foi sede de uma diocese.
No século XIX, parte do território do uzbeque é invadido e conquistado pelo Império Russo. Após 1867, todo o atual território do Uzbequistão era parte da Rússia, o que fez aumentar a chegada de ortodoxos russos na região. Entre 1883 e 1885, Ferdinand Senchikovsky foi o primeiro padre católico de toda a região do Turcomenistão e Uzbequistão. Seus esforços fizeram com que a primeira capela fosse aberta em Tashkent, onde foi realizada a missa. Durante o governo soviético de Stalin, nos anos 1930, uma grande quantidade de russos, alemães, ucranianos, poloneses e coreanos foram envaidos ao Tajiquisão, o que levou a um grande crescimento no número de cristãos no país. Entretanto, muitos voltaram a seus países de origem após a morte de Stalin, fazendo o total de cristãos decrescer novamente. Durante todo o período de domínio soviético, o Estado era oficialmente ateu. Em 1937, o padre que estava responsável pelos católicos do país chamava-se Iosif Sovinsky. Ele celebrava missas e sacramentos às escondidas, mas acabou sendo preso e executado naquele ano sob a acusação de propaganda contrarrevolucionária.
Com a independência, após o fim da União Soviética, os cristãos puderam operar no país de forma mais ativa. Em 29 de setembro de 1997, o Papa João Paulo II criou a Missão sui iuris do Uzbequistão. A missão foi elevada a administração apostólica em 22 de março de 2005, e seu primeiro bispo chegou ao território em 1º de abril daquele ano.

## Atualmente

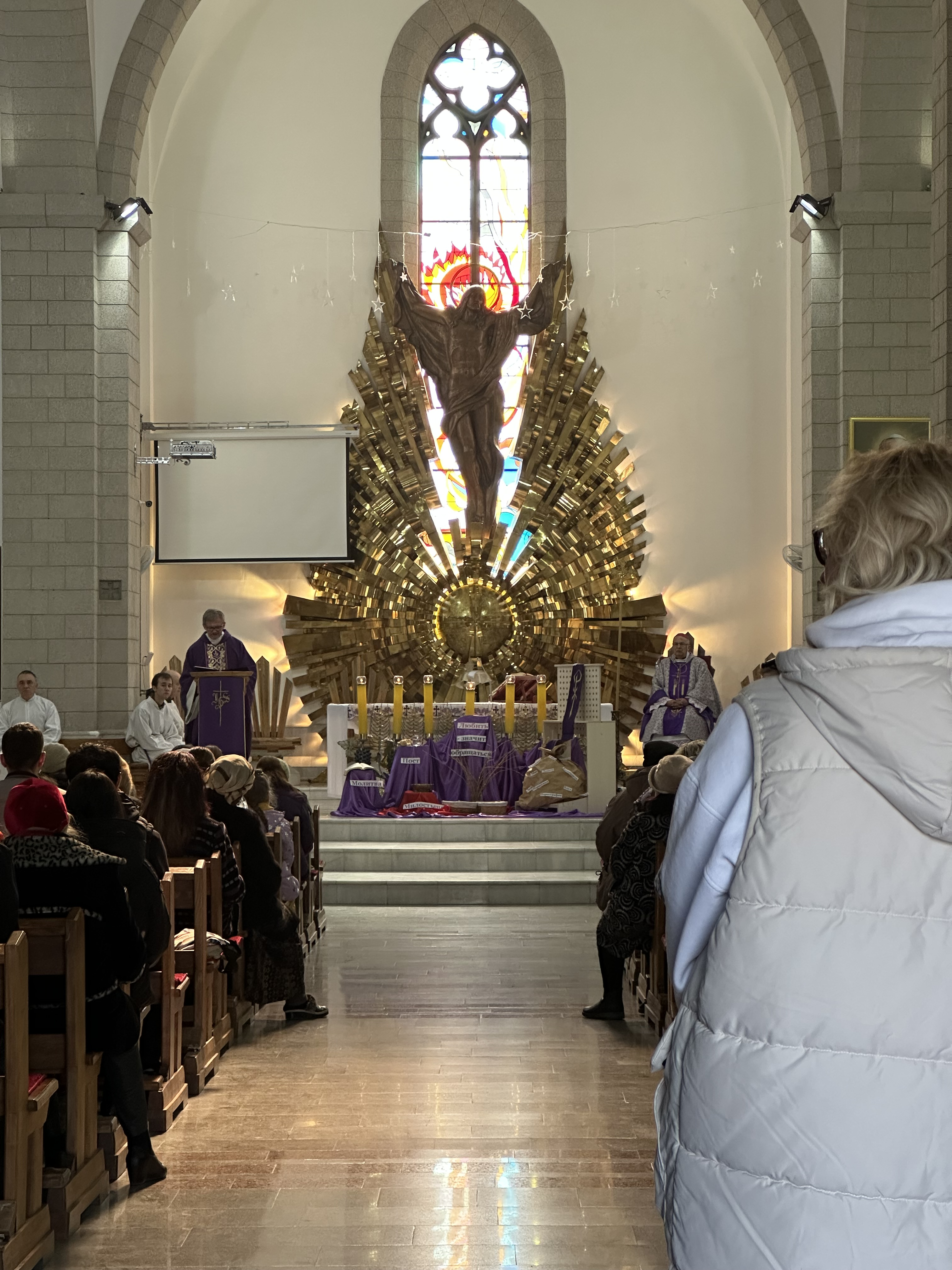
Missa sendo celebrada na Catedral de Tashkent durante o tempo do Advento.

Ainda que a religião dominante do Uzbequistão seja o islã, seria incorreto chamá-lo de país muçulmano, já que boa parte da população afirma seguir essa religião apenas pelo lado cultural, sendo esse um resultado de anos do ateísmo de Estado do período soviético. Mesmo os muçulmanos e suas mesquitas são amplamente vigiados pelo governo. Os muçulmanos que se convertem ao islã sofrem ampla pressão familiar e social, podendo também sofrer agressões físicas. Isso faz com que muitos deles mantenham sua conversão em segredo até mesmo daqueles que são mais próximos.
A presença católica é aceita no território uzbeque, especialmente por causa de seu engajamento em atividades educativas significativas, que resultam em algumas vocações entre os uzbeques. Um novo sacerdote foi enviado a Samarcanda para renovar a atividade pastoral, dando um novo impulso à paróquia. Desde 1992, a ordem responsável pela evangelização no país é a dos franciscanos conventuais. Além das paróquias já existentes em Tashkent, Samarcanda, Bukhara, Fergana, Urgench, os religiosos também têm de prestar assistência pastoral aos católicos de Navoi e Angren. Nesta última cidade citada, há cerca de 25 fiéis, e há planos de se construir uma nova igreja. Um dos grandes desafios que a comunidade católica uzbeque enfrenta é a emigração de fiéis para países mais prósperos, como Alemanha e Rússia.
Dom Jerzy Maculewicz afirma que as grandes preocupações da Igreja uzbeque é a catequese daqueles que aguardam para receber o batismo; encontros bíblicos, especialmente por esta ser uma sociedade majoritariamente muçulmana; e cursos de formação espiritual. Há missas diariamente, porque, segundo o prelado, "a homilia é a ocasião para aprofundar a fé", além de grupos de crianças, jovens e adultos. As atividades educativas e espirituais não são as únicas coisas em que a Igreja Católica uzbeque está envolvida. Há também as obras caritativas. Os fiéis se mobilizam para cozinhar em conventos, na escuta de pessoas que desejam conversar sem ser julgadas, inclusive de outras religiões.
Em agosto de 2020, foi reaberta a Catedral do Sagrado Coração, após cinco meses fechada, por conta dos impactos da pandemia de COVID-19. Até aquela data, três frades estavam contaminados pela COVID, incluindo o administrador apostólico, Jerzy Maculewicz; outros dois frades também se infectaram anteriormente, porém, já estavam recuperados. Dom Maculewicz afirmou que, nas cidades onde haviam menos casos, as igrejas puderam reabrir antes. O governo impôs regras sanitárias a todos os locais de culto, como higienização das mãos e controle da temperatura na entrada, uso de máscaras e distanciamento social. Durante a proibição das missas com o público, a comunidade manteve-se unida acompanhando as celebrações pela plataforma Zoom e por um grupo de mensagens e orações no Telegram.
Em 5 de julho de 2021, foi aprovada a Lei da Liberdade de Consciência e das Organizações Religiosas, que levou a uma leve melhora da situação da liberdade religiosa no Uzbequistão; a exigência do número mínimo de membros de uma congregação religiosa passou de 100 para 50 para se registrar no perante o governo. Também foi revogada a proibição que havia do uso de roupas religiosas em público. Entre os pontos que ainda não houve melhora, lista-se: a proibição de se realizar atividades religiosas não registradas, a necessidade de prévia aprovação para a publicação e distribuição de material religioso e limites rigorosos à educação religiosa. O registro junto ao governo também continua a ser dificultado pelo governo. Em 2022, o governo passou a obrigar as igrejas a possuir câmeras, afim de vigiar o que acontece e o que é dito nas celebrações. A situação dos cristãos em geral fica mais difícil no Uzbequistão devido às divisões e pouca cooperação entre as diferentes denominações.

## Organização territorial

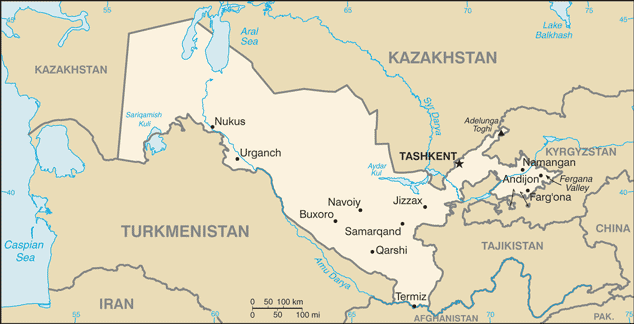
A Administração Apostólica do Uzbequistão cobre todo o território do país.

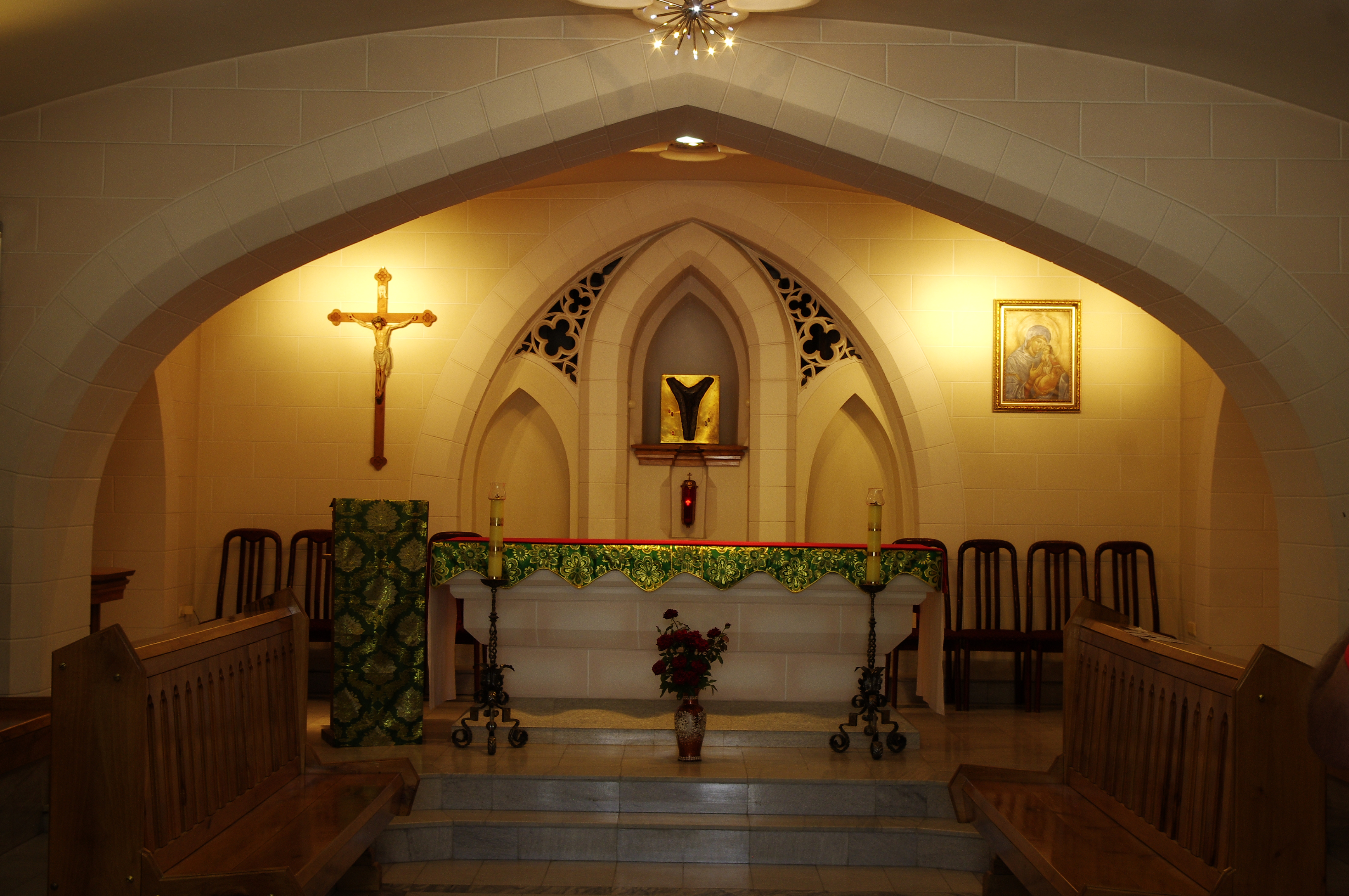
Capela do Santíssimo da Catedral de Tashkent

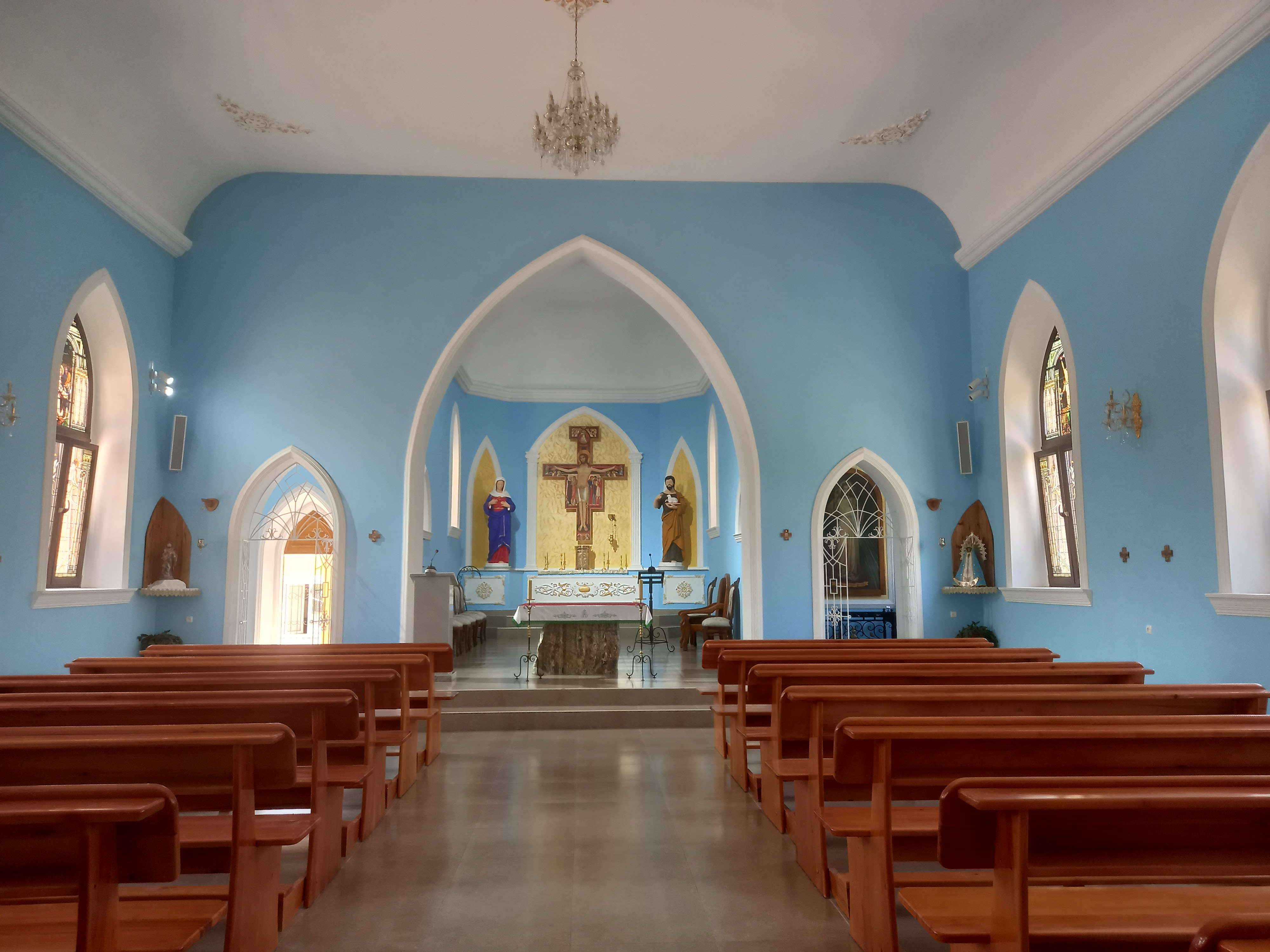
Interior da Paróquia São João Batista

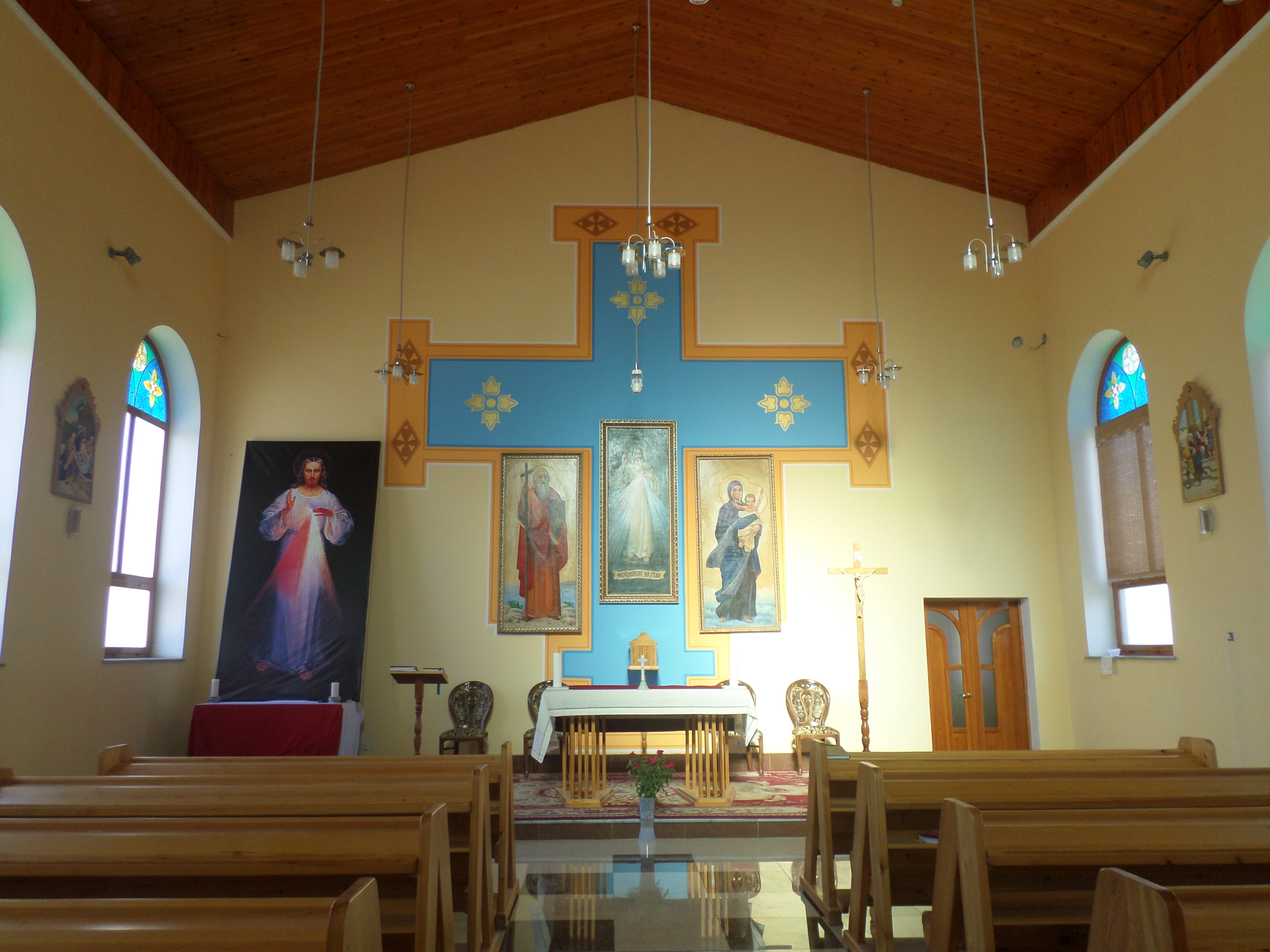
Interior da Paróquia Santo André

O catolicismo está presente no país por uma circunscrição eclesiástica de rito romano, a Administração Apostólica do Uzbequistão, que cobre todo o território do país, e possui apenas cinco paróquias. A Catedral do Sagrado Coração é construída em estilo gótico, reinaugurada em 2000, e é conhecida na cidade como "igreja polonesa". Em 1981, foi declarada monumento arquitetônico e histórico do Uzbequistão. Atualmente as missas em Tashkent são celebradas em inglês, russo e coreano.
| Paróquia                    | Cidade     | Foto | Ref.   |
| --------------------------- | ---------- | ---- | ------ |
| Catedral do Sagrado Coração | Tashkent   |      | [ 19 ] |
| Santa Maria                 | Fergana    |      | [ 20 ] |
| Nossa Senhora               | Ourgentch  |      | [ 21 ] |
| Santo André Apóstolo        | Bucara     |      | [ 22 ] |
| São João Batista            | Samarcanda |      | [ 23 ] |

Há também a Administração Apostólica do Cazaquistão e Ásia Central, sediada no Cazaquistão, que abrange todos os países da Ásia Central, e é voltada aos fiéis católicos de rito bizantino.

## Conferência Episcopal
A Conferência dos Bispos da Ásia Central reúne os bispos de diversos países: Afeganistão, Azerbaijão, Cazaquistão, Mongólia, Quirguistão, Tajiquistão, Turcomenistão e Uzbequistão, e foi criada em 8 de setembro de 2021. Sua sede fica em Astana, no Cazaquistão.

## Nunciatura Apostólica
A Nunciatura Apostólica do Uzbequistão foi criada em 1994, e sua sede fica localizada em Tashkent.